# ناثانيل ايرز

## ناثانيل ايرز
ناثانيل أنتوني ايرز، الابن (.. ولد في 31 يناير، 1951 }{ العمر 62 }{ .. ) هو موسيقي أمريكي. وهو موضوع العديد من أعمدة الصحف، الكتاب، وفيلم التكيف 2009 بناء على الأعمدة. وقد بدأ الأساس تحمل اسمه في عام 2008، وذلك بهدف دعم الأشخاص الموهوبين فنيا مع المرض العقلي.

## المدرسة والانهيار
بدأ العزف على كمان اجهر خلال المدارس المتوسطة. وقال انه حضر في مدرسة جويليارد في نيويورك بوصفه عازف مزدوجة، ولكن تعرض لانهيار عقلي أثناء سنته الثالثة وإضفاء الطابع المؤسسي و. كان واحدا من الطلاب ايرز السوداء قليلة في جويليارد في ذلك الوقت.
لعدة سنوات كان يعيش مع والدته في كليفلاند، أوهايو، حيث حصل على العلاج الكهربائي لمرضه ولكن دون جدوى. بعد وفاة والدته في عام 2000، انتقل إلى لوس انجليس، ويعتقد أنه عاش والده هناك. عاش مشرد ايرز و الفصام، ولعب الموسيقى في الشوارع.

## The Soloist
التقى الكاتب لوس أنجلوس تايمز ستيف لوبيز ايرز في ميدان بيرشينج في عام 2005، واكتشفت خلفيته في جويليارد. كتب عدة أعمدة لوبيز عن علاقته مع ايرز، والانتقال البطيء ناثانيل من التشرد. واستند حلم فقدت، والصداقة غير المتوقعة، وتعويضي السلطة للموسيقى، على علاقته مع ايرز: كتاب لوبيز في وقت لاحق، والعازف المنفرد.
وقد تم تكييف الكتاب إلى فيلم ومسرحية بعنوان العازف المنفرد، الذي صدر 24 أبريل 2009 مع جيمي فوكس وروبرت داوني جونيور في الأدوار القيادية. في الفيلم، ويصور على أنه عازف التشيلو ايرز، بدلا من عازف. [3]
وأيضا علاقة وايرز لوبيز أبرز على الصعيد الوطني في 22 مارس 2009 حلقة من 60دقيقة على شبكة CBS

## مؤسسة أنتوني ناثانيل ايرز
أخته، جنيفر ايرز-مور، رئيسة هي ومؤسس مؤسسة ناثانيل ايرز أنتوني. [4]
مؤسسة، وبدأت أطلق في عام 2008، مع رغبة جنيفر لمساعدة ما هي والأمل ناثانيل سيكون الآلاف من الناس. سيتم تعيين وقفا لمواصلة قدرتها على الحفاظ على الوعي العام حول الصحة النفسية في طليعة الوعي في البلاد. فإن NAAF تيسير التقدير للمساهمات التي تجعل التعبير الفني في النهوض العافية والعلاج، والتعاون مع المنظمات والصحة النفسية الفنون لتحديد وعرض أعمال الموهوبين فنيا، وتقديم المنح للمنظمات غير الهادفة للربح التي تجسد يستحق وتتمثل مهمة المؤسسة.